# 水野致国
水野 致国(みずの むねくに、生没年不詳)は南北朝時代の武将。通称は平七、中郷殿。尾張国山田郡水野郷（愛知県瀬戸市）・志段味郷（名古屋市守山区）を拠点とした豪族である桓武平氏高望流水野氏の総領。大平山城主。水野高致の子で、また水野致氏の弟と伝えられる。

## 生涯
致氏の死後、その子・致顕が幼年のため、後見をしたとされる。建武2年(1335年)、水野の中の郷に大平山城を築城。建武3年(1336年)、藤内太夫の招聘によって水野の地を訪れた覚源禅師(平心処斎)を援助し、定光寺を開創する。
致顕が長ずると水野の支配権をめぐって争い、観応の擾乱が起こると致顕が足利直義方に属したのに対して、致国は足利尊氏方に属した。観応2年(1351年)2月、尊氏に左衛門尉の吹挙を求め、著判を得る。しかし最終的に致国の権益は致顕の系統に吸収されたと考えられ、致国のその後の消息も不明である。